# Dixie D’Amelio

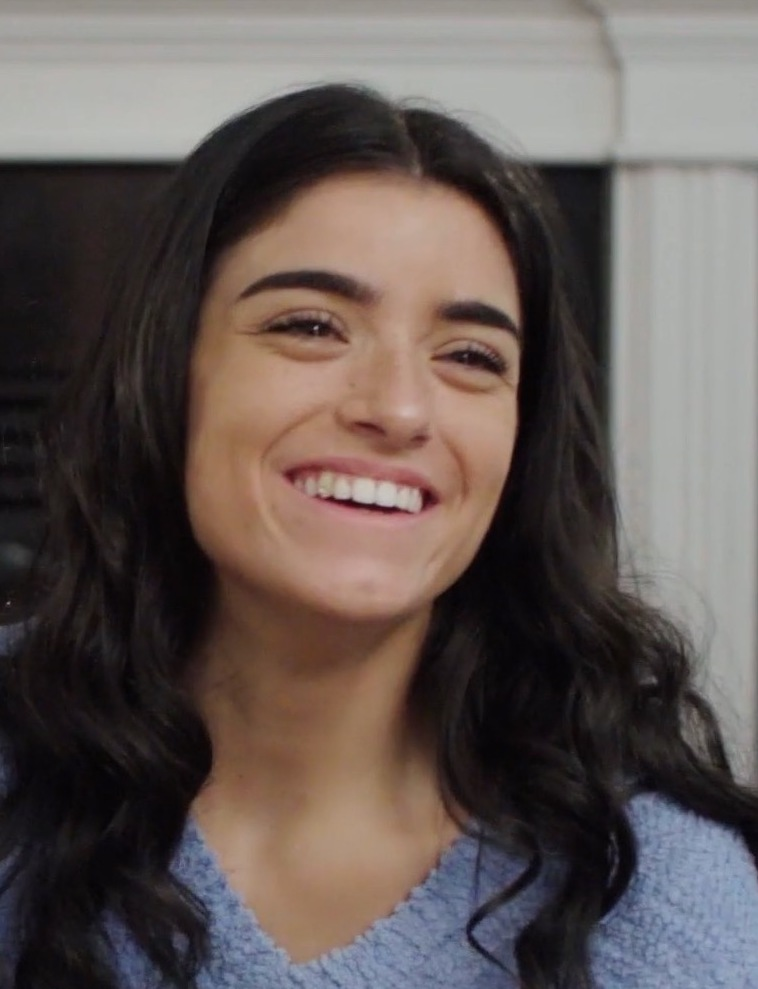
Dixie D’Amelio (2020)

Dixie D’Amelio (* 12. August 2001 in Norwalk, Connecticut) ist eine US-amerikanische Sängerin, Schauspielerin und Influencerin.

## Leben
Dixie D’Amelio ist die Tochter von Heidi D’Amelio und dem Politiker Marc D’Amelio.
Nachdem ihre Schwester Charli D’Amelio mit ihren Tanzvideos auf TikTok internationale Erfolge erreicht hatte, nahm auch Dixie solche Tanzclips auf. Sie erreichte 55 Millionen Follower auf der Videoplattform und gehörte damit ebenfalls zu den meistabonnierten TikTok-Accounts weltweit.
Im Januar 2020 wurde sie bei der United Talent Agency unter Vertrag genommen. Daneben ist sie bei der von Brat TV produzierten und auf YouTube erschienenen Web-Serie Attaway General in der Hauptrolle zu sehen.
Zusammen mit ihrer Schwester und UNICEF sprach sie sich im Februar 2020 gegen Cyber-Mobbing und Bodyshaming aus.
2020 erschien ihre Debüt-Single Be Happy, die Chartplatzierungen unter anderem in Großbritannien und Kanada erreichen konnte. Die Single wurde auch auf TikTok zu einem Erfolg.

## Diskografie

### Alben
- 2022: A Letter to Me

### Singles
| Jahr | Titel Album             | Höchstplatzierung, Gesamtwochen, AuszeichnungChartplatzierungen (Jahr, Titel, Album, Platzierungen, Wochen, Auszeichnungen, Anmerkungen) | Höchstplatzierung, Gesamtwochen, AuszeichnungChartplatzierungen (Jahr, Titel, Album, Platzierungen, Wochen, Auszeichnungen, Anmerkungen) | Anmerkungen                                            |
| Jahr | Titel Album             | UK | US | Anmerkungen                                            |
| ---- | ----------------------- | --- | --- | ------------------------------------------------------ |
| 2020 | Be Happy A Letter to Me | UK55 (4 Wo.)UK | US— GoldUS | Erstveröffentlichung: 1. Juli 2020 Verkäufe: + 500.000 |
| 2020 | Naughty List –          | UK48 (6 Wo.)UK | — | Erstveröffentlichung: 27. Oktober 2020 mit Liam Payne  |

Weitere Singles
- 2020: One Whole Day (Dixie feat. Wiz Khalifa)
- 2020: Roommates
- 2021: Fuckboy
- 2021: Psycho (Dixie feat. Rubi Rose)
- 2021: The Real Thing
- 2022: Wild
- 2022: A Letter to Me
- 2023: Older (mit Steve Aoki und Jimmie Allen)[11]

## Auszeichnungen und Nominierungen
| Jahr | Organisation             | Kategorie                  | Resultat  | Quelle |
| ---- | ------------------------ | -------------------------- | --------- | ------ |
| 2020 | People’s Choice Awards   | The Social Star of 2020    | Nominiert | [ 12 ] |
| 2020 | Streamy Awards           | Creator Of The Year        | Nominiert | [ 13 ] |
| 2021 | Streamy Awards           | Creator Of The Year        | Nominiert | [ 13 ] |
| 2021 | iHeartRadio Music Awards | Social Star Award          | Nominiert | [ 14 ] |
| 2021 | MTV Millennial Awards    | Global Creator             | Nominiert | [ 15 ] |
| 2022 | Kids’ Choice Awards      | Favorite Social Music Star | Gewonnen  | [ 16 ] |